# Alain Hamon
 (mars 2014).
Pour les articles homonymes, voir Hamon.
Alain Hamon, né le 3 février 1951 au Havre, est un journaliste français spécialiste des affaires policières et judiciaires.

## Biographie
En 1967, Alain Hamon commence sa carrière de journaliste comme correspondant l'arrondissement de Senlis pour le journal départemental Le Progrès de l'Oise.
À partir de 1970, il est pigiste pour l'AFP, pour Le Figaro et pour RTL. Durant cette période, il traite de faits divers et d'informations générales du département de l'Oise puis pour l'ensemble de la Picardie, dont certaines ont des résonances nationales : l'affaire Grégory, l'enlèvement de Sophie Duguet par le garagiste Michel Fauqueux à Saint-Bandry, le dossier judiciaire du « plombier guérisseur de Compiègne », l'affaire dite du « Tueur de l'Ombre »  de Creil, la catastrophe ferroviaire du tunnel de Vierzy ou l'affaire Alain Lamarre.
Alain Hamon intègre la rédaction de la radio de la rue Bayard à Paris en 1973 pour un remplacement d'été. Il y devient fait-diversier et spécialiste des affaires de police et de justice. Il couvre pour cette radio de nombreuses affaires dont l'assassinat du prince de Broglie, la mort de Robert Boulin, le meurtre de Philippe Bertrand à Troyes par Patrick Henry, le meurtre de l'ancien ministre de l’Éducation Nationale Joseph Fontanet - jamais élucidé -, la cavale sanglante d'Audry Maupin et de Florence Rey, le dossier Action directe, le dossier des cellules communistes combattantes, l'affaire Pierre Conty, l'affaire Cons-Boutboul, l'affaire du commissaire Jobic, le dossier des Irlandais de Vincennes, l'assassinat du pasteur Doucé, la disparition d'Agnès Leroux et la guerre des casinos à Nice, l'assassinat du producteur de cinéma Gérard Lebovici, l'affaire Bruno Sulak, l'enlèvement de Revelli-Beaumont, l'enlèvement du baron Édouard-Jean Empain, l'assassinats de deux policiers par Philippe Maurice, l'affaire Mesrine mais également des dossiers de « bavures » policières (affaire du brigadier Marchaudon) et de dysfonctionnements des institutions policière et judiciaire.
Parallèlement, Alain Hamon assure durant près de 15 ans la chronique judiciaire pour RTL. Là encore, il couvre de nombreux procès très médiatiques comme celui de Patrick Henry, de Marcel Barbeault, d'Action directe, ou de celui de Jacques Mesrine.
En 1981, il devient grand-reporter au sein de la station. Il couvre alors de nombreux évènements à l'étranger comme la guerre du Liban en 1982 et 1983, guerres au Tchad à la même époque, guerre des Malouines, les tremblements de terre en Algérie, en Iran, en Arménie, les boat-people, le procès d'Idi Amin Dada, le siège de Sarajevo, ou la première guerre du Golfe.
En 1993, Alain Hamon quitte RTL et crée son agence d'information et de communication, qui est reconnu comme agence de presse en 1997. Depuis 1997, elle est l'origine de nombreuses enquêtes, reportages et articles sur les thèmes de police et de justice dans la presse périodique (VSD, Paris Match, Le Nouvel Observateur, Le Point, l'Express) et quotidienne (France Soir, Le Parisien).
Dans les années 2000, Alain Hamon collabore à plusieurs magazines télévisés d'enquête (Zone Interdite, Le Droit de savoir, Envoyé Spécial, etc.) pour lesquels il suit l'assassinat d'Ilan Halimi, l'affaire Guy Georges, le tueur des parkings, le dossier Fourniret, l'affaire Francis Heaulme, ou les trafics de drogue aux Antilles.
De l'été 2014 jusqu'à 2016, Alain Hamon rejoint i>Télé où il intervient en matière de Police-Justice.

## Publications
- Dossier P... comme Police, éditions Alain Moreau, 1983
- Action directe : du terrorisme français à l'euroterrorisme, éditions du Seuil, 1986
- Les Seigneurs de l'ordre public : 2 000 commissaires de police dans leur fief, éditions Belfond, 1991
- Un tueur dans l'ombre : l'affaire Marcel Barbeault, J'ai lu, 1993
- Michel Fourniret et Monique Olivier : un couple diabolique, éditions Anne Carrière, 2007
- Les Diaboliques face à leurs juges, éditions du Rocher, 2008
- Police : l'envers du décor, Jean-Claude Gawsewitch, 2012
- Le Jour où j'ai mangé mon flingue : Pourquoi policiers et gendarmes se suicident, Hugo Doc, 2015
- Bonjour on vient pour l'affaire - Mes 50 ans de faits divers, collection Jacques Pradel, JPO éditions